# ول، لنکران
ول (به لاتین: Vel) یک منطقهٔ مسکونی در جمهوری آذربایجان است که در شهرستان لنکران واقع شده‌است.

## خصوصیات
ول ۷۲۴ نفر جمعیت دارد.

## تاریخچه
ول در سال ۱۸۳۸ میلادی توسط روس‌ها بنا شد.